# U.F.O.F.
U.F.O.F. è il terzo album in studio del gruppo musicale statunitense Big Thief, pubblicato nel 2019.

## Tracce
Testi e musiche di Adrianne Lenker.
1. Contact – 3:54
2. U.F.O.F. – 3:08
3. Cattails – 4:05
4. From – 3:58
5. Open Desert – 3:47
6. Orange – 3:30
7. Century – 3:07
8. Strange – 3:41
9. Betsy – 3:28
10. Terminal Paradise – 3:25
11. Jenni – 4:11
12. Magic Dealer – 3:01